# Хант, Артур
Артур Сарридж Хант (англ. Arthur Surridge Hunt, 1 марта 1871, Хаверинг, Эссекс — 18 июня 1934, Оксфорд) — британский археолог, палеограф и папиролог.

## Биография
Родился в Ромфорде (Эссекс).
Образование получил в Королевском колледже г. Оксфорд.
Известен прежде всего как первооткрыватель многочисленных папирусов, среди которых Оксиринхские папирусы. Археологические раскопки в Египте вёл вместе с Бернардом Гренфеллом. Был преемником Гренфелла в должности профессора папирологии Оксфордского университета.
Был членом
- Британской академии наук,
- Датской королевской академии наук,
- Баварской академии наук.

## Работы
- в соавторстве с Бернардом Гренфеллом: «Sayings of Our Lord from an early Greek Papyrus» (Egypt Exploration Fund; 1897) (англ.)
- в соавторстве с Бернардом Гренфеллом и Дэвидом Хогартом: «Fayûm Towns and Their Papyri» (Лондоне, 1900) (англ.)